# 骏马乡
骏马乡是中国陕西省咸阳市礼泉县下辖的一个乡。

## 行政区划
骏马乡下辖以下行政区：
马里村、北吴村、大范村、纪村、安家村、寇家村、北庄村、三郑村、双佛曹村、卢范村、庄头村、付官村、尚宁村、坡底村、东风村、旧县村